# Hammel Kommune
| Strukturdaten       | Strukturdaten    |
| ------------------- | ---------------- |
| Sitz der Verwaltung | Hammel           |
| Fläche              | 143,70 km²       |
| Einwohner           | 10.830(2005)     |
| Kommune seit 2007   | Favrskov Kommune |

Hammel Kommune war bis Dezember 2006 eine dänische Kommune im damaligen Århus Amt im Osten Jütland. Seit Januar 2007 ist sie zusammen mit den ehemaligen Kommunen Hadsten, Hinnerup und Hvorslev, sowie einem Teil der Gemeinde Langå Teil der neugebildeten Favrskov Kommune.
Hammel Kommune entstand im Rahmen der dänischen Verwaltungsreform des Jahres 1970 und umfasste folgende Sogn:
- Hammel Sogn (Landgemeinde Hammel-Voldby-Søby)
- Søby Sogn (Landgemeinde Hammel-Voldby-Søby)
- Voldby Sogn (Landgemeinde Hammel-Voldby-Søby)
- Haurum Sogn (Landgemeinde Haurum-Sall)
- Sall Sogn (Landgemeinde Haurum-Sall)
- Røgen Sogn (Landgemeinde Røgen-Sporup)
- Sporup Sogn (Landgemeinde Røgen-Sporup)
- Lading Sogn (Landgemeinde Lading)
- Skjød Sogn (Landgemeinde Skjød)